# Olympische Sommerspiele 1928/Teilnehmer (Panama)
| Gelbes Symbol für Goldmedaillen mit stilisierten Olympischen Ringen | Graues Symbol für Silbermedaillen mit stilisierten Olympischen Ringen | Braundes Symbol für Bronzemedaillen mit stilisierten Olympischen Ringen |
| ------------------------------------------------------------------- | --------------------------------------------------------------------- | ----------------------------------------------------------------------- |
| —                                                                   | —                                                                     | —                                                                       |

Panama nahm an den Olympischen Sommerspielen 1928 in Amsterdam, Niederlande, mit einem Sportler teil. Es war die erste Teilnahme für Panama an Olympischen Sommerspielen.

## Teilnehmer nach Sportarten

### Schwimmen
- Adán Gordón
100 Meter Freistil: Vorrunde
400 Meter Freistil: Vorrunde